# Ercole Rangoni
Ercole Rangoni (Bologna, 1491 – Roma, 25 agosto 1527) è stato un cardinale e vescovo cattolico italiano.

## Biografia
Era figlio di Niccolò Maria Rangoni e di Bianca Bentivoglio.
Dopo aver studiato a Modena entrò a servizio del cardinale Giovanni di Lorenzo de' Medici, poi papa Leone X. Dopo l'imprigionamento del cardinale, fuggì a Modena, dove fu ricevuto da Donna Bianca di Modena. Fu nominato protonotario apostolico.
Fu creato cardinale da papa Leone X nel concistoro del 1º luglio 1517. Nel 1519 fu eletto vescovo di Adria e nel 1520 fu nominato anche vescovo di Modena, dove regnò con vicari generali. Fu anche abate di Santo Stefano a Bologna.
Partecipò al conclave del 1521-1522 e al conclave del 1523. Durante il Sacco di Roma trovò rifugio a Castel Sant'Angelo con papa Clemente VII e ivi morì; la sua salma venne inumata nella chiesa di Sant'Agata dei Goti a Roma.

## Discendenza
Ebbe un figlio naturale:
- Giulio Cesare, cavaliere gerosolimitano nel 1524.[1]

## Ascendenza
|                         |                        |                            | Genitori                 |  |  | Nonni |  |  | Bisnonni         |  |  | Trisnonni        |  |
|                         |                        |                            |                          |  |  |       |  |  | Jacopino Rangoni |  |  | Gherardo Rangoni |  |
|                         |                        |                            |                          |  |  |       |  |  | Jacopino Rangoni |  |  | Gherardo Rangoni |  |
|                         |                        | Mabilia Porzia             |                          |  |  |       |  |  | Jacopino Rangoni |  |  |                  |  |
| Guido I Rangoni         |                        |                            |                          |  |  |       |  |  | Jacopino Rangoni |  |  |                  |  |
|                         |                        | Fina Buzzacarini           | Pataro Buzzacarini       |  |  |       |  |  |                  |  |  |                  |  |
|                         |                        | Fina Buzzacarini           | Pataro Buzzacarini       |  |  |       |  |  |                  |  |  |                  |  |
|                         |                        | Fina Buzzacarini           | …                        |  |  |       |  |  |                  |  |  |                  |  |
| Niccolò Maria Rangoni   |                        | Fina Buzzacarini           |                          |  |  |       |  |  |                  |  |  |                  |  |
|                         |                        | Feltrino Boiardo           | Matteo Boiardo           |  |  |       |  |  |                  |  |  |                  |  |
|                         |                        | Feltrino Boiardo           | Matteo Boiardo           |  |  |       |  |  |                  |  |  |                  |  |
|                         |                        | Feltrino Boiardo           | Bernardina Lambertini    |  |  |       |  |  |                  |  |  |                  |  |
| Giovanna Boiardo        |                        | Feltrino Boiardo           |                          |  |  |       |  |  |                  |  |  |                  |  |
|                         |                        | Guiduccia da Correggio     | Gherardo VI da Correggio |  |  |       |  |  |                  |  |  |                  |  |
|                         |                        | Guiduccia da Correggio     | Gherardo VI da Correggio |  |  |       |  |  |                  |  |  |                  |  |
|                         |                        | Guiduccia da Correggio     | …                        |  |  |       |  |  |                  |  |  |                  |  |
| Ercole Rangoni          |                        | Guiduccia da Correggio     |                          |  |  |       |  |  |                  |  |  |                  |  |
|                         | Annibale I Bentivoglio | Anton Galeazzo Bentivoglio |                          |  |  |       |  |  |                  |  |  |                  |  |
|                         | Annibale I Bentivoglio | Anton Galeazzo Bentivoglio |                          |  |  |       |  |  |                  |  |  |                  |  |
|                         | Annibale I Bentivoglio | Francesca Gozzadini        |                          |  |  |       |  |  |                  |  |  |                  |  |
| Giovanni II Bentivoglio | Annibale I Bentivoglio |                            |                          |  |  |       |  |  |                  |  |  |                  |  |
|                         |                        | Donnina Visconti           | Lancillotto Visconti     |  |  |       |  |  |                  |  |  |                  |  |
|                         |                        | Donnina Visconti           | Lancillotto Visconti     |  |  |       |  |  |                  |  |  |                  |  |
|                         |                        | Donnina Visconti           | N.N.                     |  |  |       |  |  |                  |  |  |                  |  |
| Bianca Bentivoglio      |                        | Donnina Visconti           |                          |  |  |       |  |  |                  |  |  |                  |  |
|                         |                        | Alessandro Sforza          | Muzio Attendolo Sforza   |  |  |       |  |  |                  |  |  |                  |  |
|                         |                        | Alessandro Sforza          | Muzio Attendolo Sforza   |  |  |       |  |  |                  |  |  |                  |  |
|                         |                        | Alessandro Sforza          | Lucia Terzani            |  |  |       |  |  |                  |  |  |                  |  |
| Ginevra Sforza          |                        | Alessandro Sforza          |                          |  |  |       |  |  |                  |  |  |                  |  |
|                         |                        | N.N.                       | N.N.                     |  |  |       |  |  |                  |  |  |                  |  |
|                         |                        | N.N.                       | N.N.                     |  |  |       |  |  |                  |  |  |                  |  |
|                         |                        | N.N.                       | N.N.                     |  |  |       |  |  |                  |  |  |                  |  |
|                         |                        | N.N.                       |                          |  |  |       |  |  |                  |  |  |                  |  |